# Jean-Pierre Aumont
Jean-Pierre Aumont, de nom Jean-Pierre Philippe Salomons (París, 5 de gener de 1911 − Gassin, 30 de gener de 2001), va ser un actor francès.

## Biografia
Nascut en una família d'actors (era el nebot de Georges Berr, un membre de la Comédie-Française i el seu germà va fer una carrera al cinema com François Villiers), Jean-Pierre Aumont es troba al Conservatori Nacional de Música i Dansa de París als 16 anys i va fer el seu primer paper a Jean de la Lune. Amb una bellesa física particularment avantatjosa, no va tenir problemes per accedir als papers de joves en el cinema. Jean Cocteau el 1934, i va encomanar la funció d'Èdip en la seva La Machin infernale.
Va obtenir un paper el 1938 a Hôtel du Nord de Marcel Carnet, abans d'exiliar-se als Estats Units el 1940.
Es va unir a les forces franceses lliures el juny de 1943 i forma part de les tropes que van alliberar França, com a ajudant de camp del general Diego Brosset, comandant de la 1a Divisió francesa lliure. Sobreviurà a la caiguda del jeep que causa la mort del general Brosset el 20 de novembre de 1944 al pont de Rahina, a Champagney a l'Haute-Saône.
Es va casar amb l'actriu francesa Blanche Montel. Va tornar als Estats Units, on es va casar amb Maria Montez, amb qui va tenir una filla, Tina Aumont (1946-2006). Es va casar amb la seva tercera esposa Marisa Pavan, amb qui tindria dos fills, Jean-Claude Aumont (1957) i Patrick Aumont (1959).
Jean-Pierre Aumont actua el 1973 a La Nuit américaine de François Truffaut i en diverses produccions estrangeres.
És membre del jurat de Miss Univers el 1973 a Atenes, Grècia.
Va tenir afers amb Joan Crawford, Grace Kelly, Hedy Lamarr, Vivien Leigh i Barbara Stanwyck.
Va morir als 90 anys d'un atac de cor a St Tropez.

## Filmografia

### Cinema

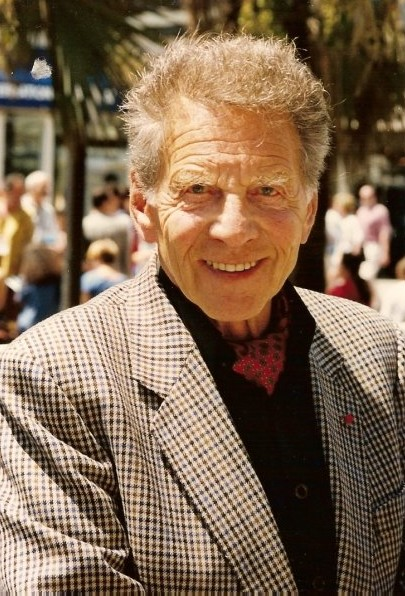
Al Festival de Cinema de Cannes en la dècada de 1990.

| - 1931: Jean de la Lune de Jean Choux (Alexandre) - 1931: Échec et mat de Roger Goupillières (Jacques) - 1932: Faut-il les marier? de Pierre Billon i Karel Lamač (Jim) - 1933: Dans les rues de Victor Trivas (Jacques) - 1933: Un jour viendra de Gerhard Lamprecht i Serge Véber (Henri de Langillier) - 1933: La Merveilleuse Tragédie de Lourdes de Henri Fabert (Georges) - 1933: Ève cherche un père de Mario Bonnard (Jacques de la Motte) - 1934: Lac aux Dames de Marc Allégret (Eric Heller) - 1934: Le Voleur de Maurice Tourneur (Fernand Lagardes) - 1934: Maria Chapdelaine de Julien Duvivier (Lorenzo Surprenant) - 1935: Les Yeux noirs de Victor Tourjansky (Karpoff) - 1935: L'Équipage de Anatole Litvak (Herbillon) - 1935: Les Beaux Jours de Marc Allégret (Pierre) - 1936: Tarass Boulba d'Alexis Granowsky (André Boulba) - 1936: La Porte du large de Marcel L'Herbier (Pierre Villette) - 1937: Le Chemin de Rio de Robert Siodmak (Henri Voisin) - 1937: Drôle de drame o L'étrange aventure de Docteur Molyneux de Marcel Carné (Billy, el lleter) - 1937: Le Messager de Raymond Rouleau (Gilbert Rollin) - 1937: Maman Colibri de Jean Dréville (Georges de Chambry) - 1937: La Femme du bout du monde de Jean Epstein (Tinent Jacquet) - 1938: Chéri-Bibi de Léon Mathot (Raoul Palas) - 1938: Hôtel du Nord de Marcel Carné (Pierre) - 1938: Le Paradis de Satan de Félix Gandéra (Jean Larcher) - 1938: Belle Étoile de Jacques de Baroncelli (Jean-Pierre) - 1939: Le Déserteur o Je t'attendrai de Léonide Moguy (Paul Marchand) - 1939: S.O.S. Sahara de Jacques de Baroncelli (Paul Moutier) - 1943: Assignment in Brittany de Jack Conway (Bertrand Corlay / Cap. Pierre Matard) - 1943: The Cross of Lorraine, de Tay Garnett (Paul Dupré) - 1944: Croix de Lorraine en Italie - curt de François Villiers - Únicament els comentaris | - 1946: Heartbeat de Sam Wood (Pierre de Roche) - 1947: Song of Scheherazade de Walter Reisch (Nikolai Rimsky-Korsakov) - 1948: The first gentleman d'Alberto Cavalcanti (Prince Leopold) - 1948: Siren of Atlantis d'Arthur Ripley i Gregg G. Tallas (André St. Avit) - 1949: Hans le marin de François Villiers (Eric Martin, alias Hans Norben) - 1969: La fortalesa - 1974: Posa-hi l'altra galta (1974) - 1976: Des journées entières dans les arbres de Marguerite Duras (El fill) - 1978: New York black out d'Eddy Matalon (Henri) - 1978: Two solitudes de Lionel Chetwynd (Jean-Claude Tallard) - 1979: Something short of paradise de David Helpern (Jean-Fidel Mileau) - 1981: Allons z'enfants d'Yves Boisset (Comandant Félix) - 1981: Difendimi dalla notte de Claudio Fragasso - 1982: La villa delle anime maledette de Carlo Ausino - 1982: Nana de Dan Wolman (Muffat) - 1983: La Java des ombres de Romain Goupil (Mr. Jean) - 1984: Le Sang des autres de Claude Chabrol: (Mr. Blomart) - 1986: On a volé Charlie Spencer ! de Francis Huster: (L'heroi) - 1987: Sweet Country de Michael Cacoyannis (M. Araya) - 1988: À notre regrettable époux de Serge Korber (Alexandre Mouton-Sabrat) - 1989: Le Français libre de Jim Goddard (Edmond de Roujay) - 1990: Los mares del sur de Manuel Esteban (Marqués de Munt) - 1991: Devenir Colette de Danny Huston (Capità) - 1991: A Star for Two de Jim Kaufman - 1994: Giorgino de Laurent Boutonnat (Sébastien) - 1995: Jefferson in Paris de James Ivory (d'Hancarville) - 1996: La Propriétaire d'Ismail Merchant (Franz Legendre) |

### Televisió
| - 1951: Robert Montgomery Presents sèrie TV: A christmas gift - 1951: Celanese Theatre sèrie TV: No Time for Comedy - 1952: Goodyear Television Playhouse sèrie TV: A Softness in the Wind - 1952: Studio One sèrie TV: Letter from an Unknown Woman - 1953: The Philco Television Playhouse sèrie TV: The Way of the Eagle - 1953: Lux Video Theatre sèrie TV - 1954: Lady Warner a disparu telefilm de François Chatel - 1954: Studio 57 sèrie TV de Paul Landres - 1955: The Martha Raye Show sèrie TV - 1956: Climax! sèrie TV (Pare James Cannon) - 1957: Errol Flynn Theater sèrie TV de Lawrence Huntington - 1957: Kraft Television Theatre sèrie TV - 1958: Playhouse 90 sèrie TV - 1960: Letter to Loretta sèrie TV - 1960: So Help Me, Aphrodite telefilm - 1960: The United States Steel Hour sèrie TV - 1963: The Patty Duke Show sèrie TV (Andre Malon) - 1965: The Nurses sèrie TV (Dr. Joseph De Carlo) - 1967: Le Comte Yoster a bien l'honneur sèrie TV: "La troisième prophétie de l'ange de la mort" - 1968: Les Chevaliers du ciel sèrie TV de François Villiers adaptació de l'obra de Jean-Michel Charlier - 1968: The Name of the Game sèrie TV "The White Birch" (Emilio Fazio) - 1969-1976: Au théâtre ce soir (dos episodis) - 1970: La Pomme de son œil de François Villers (Roland de Mailly) - 1972: Comme il vous plaira telefilm d'Agnès Delarive (El duc) - 1972: Joyeux Chagrins telefilm de François Gir (Max Aramont) - 1975: N'oubliez pas que nous nous aimons telefilm de Luc Godevais (Franck) - 1976: Starsky and Hutch sèrie TV de William Blinn "Murder at Sea" (Capità La Rue) - 1977: Rendez-vous en noir sèrie TV de Claude Grinberg (Garrisset) - 1978: La Corde au cou sèrie TV de Marcel Moussy Comte de Claudieuse - 1979: Paris-Vichy d'Anne Revel (Alexis) | - 1979: Le Petit Théâtre d'Antenne 2: peça "La Belette" de Charles Vildrac - 1979: The Love Boat" sèrie TV (1 episodi) - 1979: The French Atlantic Affair sèrie TV de Douglas Heyes (Chef Jean-Claude Raffin) - 1979: Beggarman, voleur de Lawrence Doheny (Jean Delacroix) - 1980: La Mémoire d'Eva Ryker telefilm de Walter Grauman (Inspector Laurier) - 1980: Un temps pour les miracles telefilm de Michael O'Herlihy (Pare DuBois) - 1981: Carte Vermeil d'Alain Levent (Michel Herboise) - 1981: Arcole ou la terre promise telefilm de Marcel Moussy - 1981: Emmenez-moi au théâtre" telefilm de Charles Morgan (Lord Harroby) - 1983: Quelques hommes de bonne volonté sèrie TV de François Villiers (Sampeyre) - 1983: Les Beaux Quartiers telefilm de Jean Kerchbron (Quesnel) - 1984: Simon & Simon sèrie TV - 1984: L'Âge vermeil sèrie TV de Roger Kahane (Jean Crémieu) - 1985: Coup de soleil telefilm de Paul-Robin Banhaïoun (Gérard) - 1985: La Reverdie de Philippe Condroyer (Fabre) - 1985: Le Regard dans le miroir sèrie TV de Jean Chapot (Vasco Pessoa) - 1986: Péchés sèrie TV de Douglas Hickox (Comte De Ville) - 1987: Johnny Monroe telefilm de Renaud Saint-Pierre (el pare de Ben) - 1987: Melba sèrie TV de Rodney Fisher (comte de Paris) - 1988: Les Moulins des dieux telefilm de Lee Philips - 1988: Cinéma sèrie TV de Philippe Lefebvre (Henri Marquet) - 1988: Le Bonheur d'en face sèrie TV de Teff Erhat (ell mateix) - 1989: Une histoire de deux villes de Philippe Monnier (Dr. Alexandre Manette) - 1989: Les Grandes Familles sèrie TV d'Édouard Molinaro (Oliver Meignerais) - 1989: Les Millionnaires du jeudi sèrie TV - 1991: Le Dernier Mot de Gilles Béhat (Gustave Durieux) - 1991: Counterstrike sèrie TV (Jean-Jacques Truffaut) - 1991: Renseignements généraux sèrie TV (Lord Malford) (1 episodi: "Le démon de midi") - 1991: Crimes et Jardins de Jean-Paul Salomé (Lamoureux) - 1993: Senso telefilm de Gérard Vergez (El comte Anton) - 1993: Les Aventures du jeune Indiana Jones sèrie TV de Jim O'Brien (Edgar Degas) |

## Teatre
Adaptació
- 1958: Lucy Crown d'Irwin Shaw, posada en escena Pierre Dux, Théâtre de Paris

Actor
- 1926: Au grand large de Hunt Sutton Vane, posada en escena Louis Jouvet, Comédie des Champs-Élysées
- 1926: Le Carrosse du Saint Sacrement de Prosper Mérimée, posada en escena Louis Jouvet, Comédie des Champs-Élysées
- 1930: Le Prof d'anglais ou le système Puck de Régis Gignoux, posada en escena Louis Jouvet, Comédie des Champs-Élysées
- 1932: La Pâtissière du village ou Madeleine d'Alfred Savoir, posada en escena Louis Jouvet, Théâtre Pigalle
- 1934: Au grand large de Hunt Sutton Vane, posada en escena Louis Jouvet, Comédie des Champs-Élysées
- 1934: La Machine infernale de Jean Cocteau, posada en escena Louis Jouvet, Comédie des Champs-Élysées
- 1936: Le Cœur de Henry Bernstein, Théâtre du Gymnase
- 1937: Famille de Denys Amiel i Monique Amiel-Pétry, posada en escena Marcel André, Théâtre Saint-Georges
- 1939: L'Amant de paille de Marc-Gilbert Sauvajon i André Bost, posada en escena Jean Wall, Théâtre Michel
- 1944: Une grande fille toute simple d'André Roussin, posada en escena Louis Ducreux, Théâtre des Ambassadeurs
- 1947: L'Empereur de Chine de Jean-Pierre Aumont, posada en escena Marcel Herrand, Théâtre des Mathurins
- 1953: Les Pavés du ciel d'Albert Husson, posada en escena Christian-Gérard, Théâtre des Célestins
- 1954: Carlos et Marguerite de Jean Bernard-Luc, posada en escena Christian-Gérard, Théâtre de la Madeleine
- 1954: Les Pavés du ciel d'Albert Husson, posada en escena Christian-Gérard, Comédie Caumartin
- 1955: Il y a longtemps que je t'aime de Jacques Deval, posada en escena Jean Le Poulain, Théâtre Edouard VII
- 1956: Amphitryon 38 de Jean Giraudoux, posada en escena Claude Sainval, Comédie des Champs-Elysées
- 1959: Mon père avait raison de Sacha Guitry, posada en escena André Roussin, Théâtre de la Madeleine
- 1962: Flora de Fabio Mauri i Franco Brusati, posada en escena Jules Dassin, Théâtre des Variétés
- 1971: Les Anges meurtriers de Conor Cruise O'Brien, posada en escena Joan Littlewood, Théâtre de Chaillot
- 1972: Nous irons à Valparaiso de Marcel Achard, posada en escena Jacques-Henri Duval, Théâtre des Célestins
- 1975: Des journées entières dans les arbres de Marguerite Duras, posada en escena Jean-Louis Barrault, Théâtre d'Orsay
- 1982: Coup de soleil de Marcel Mithois, posada en escena Jacques Rosny, Théâtre Antoine

## Premis
- Premi César 1991: César d'honor

## Obres
- L'Empereur de Chine, obra de teatre, prefaci de Jean Cocteau, del 1947,en una posada en escena de Marcel Herrand al Théâtre des Mathurins, i publicada per Nagel el 1948.
- L'Île heureuse, obra de théâtre posada en escena per Pierre Dux, al Théâtre Edouard VII el 1951.
- Un beau dimanche, representada el 1952 al Théâtre de la Michodière
- Farfada, 1957 Comédie Wagram
- Souvenirs provisoires, Julliard, 1957
- Le Soleil et les ombres, Robert Laffont, 1976